# Chapelle de Locmaria de Rostrenen
La chapelle de Locmaria est située à Rostrenen en France.

## Localisation
La chapelle est située sur le territoire de la commune de Rostrenen, dans le département  des Côtes-d'Armor, dans la région Bretagne.

## Description
Ancienne église tréviale de Plouguernével. L'édifice actuel est de plan rectangulaire, et comprend une chapelle au sud du chœur. Des fenestrages du XIVe siècle réemployés dans la nef et au pignon de la chapelle, laissent supposer qu'un édifice existait déjà au XIVe siècle, sans doute endommagé par la guerre de succession du duché. Au début du XVe siècle, reconstruction de l'édifice. Au XIXe siècle, ajout d'une sacristie au nord. Le porche de la tour s'orne d'une voûte à liernes tardive, décorée de la colombe du Saint-Esprit. Elle date du XVIIIe siècle, de même que le pignon adjacent. La flèche qui la surmontait était datée de 1720, mais s'est écroulée en 1877.

## Historique
La chapelle est classée au titre des monuments historiques par arrêté du 16 juin 1964.

## Galerie

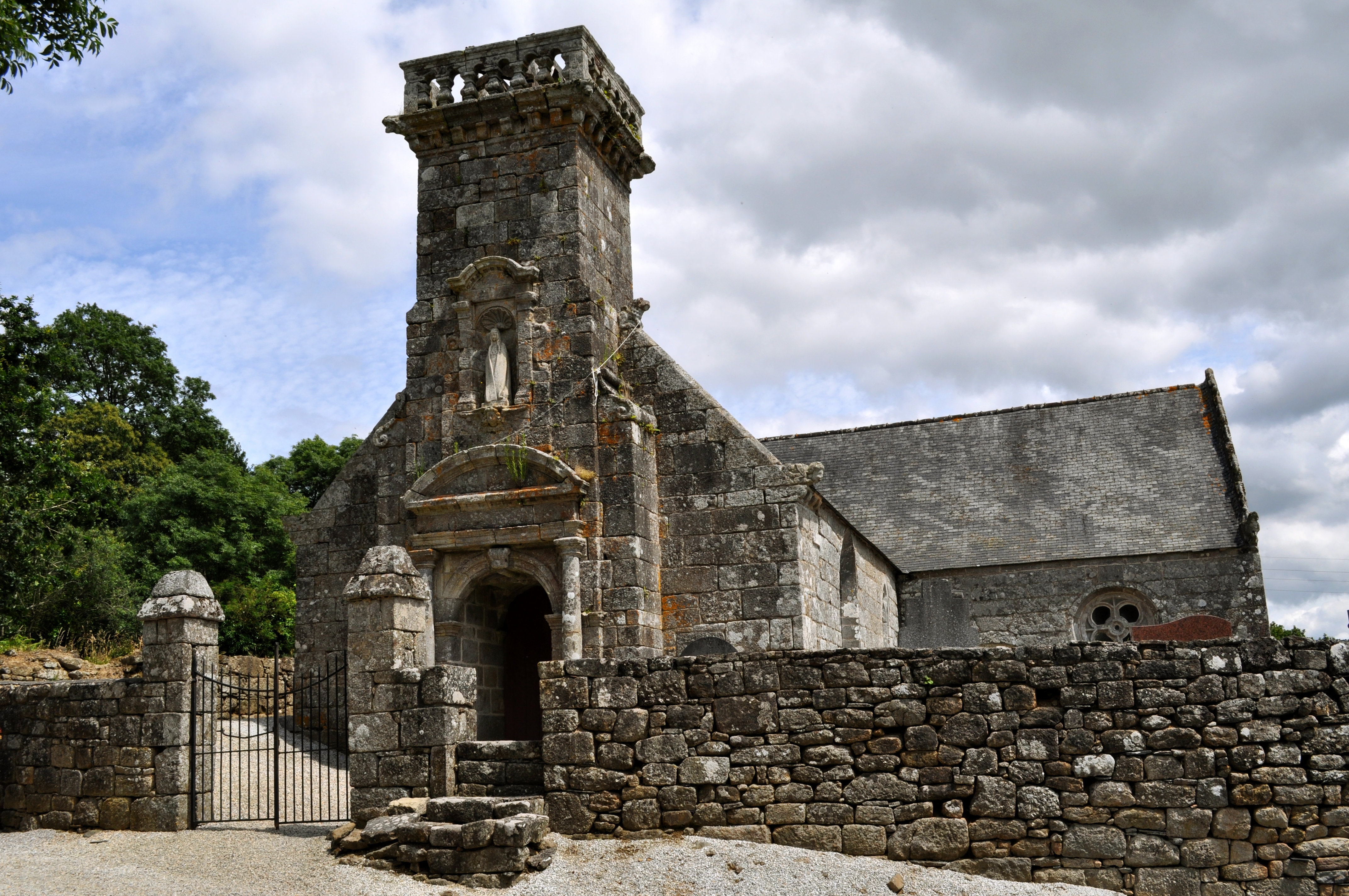
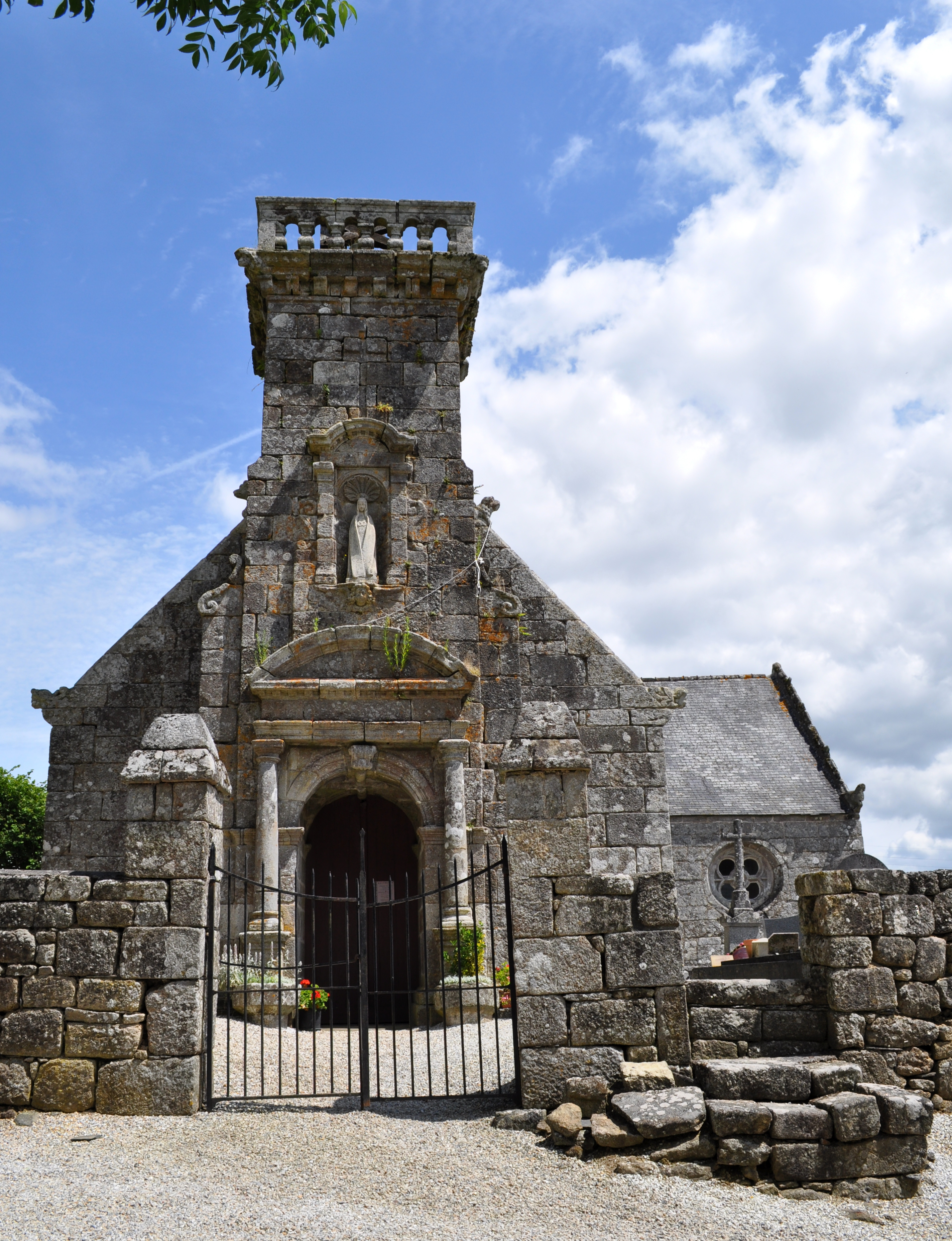
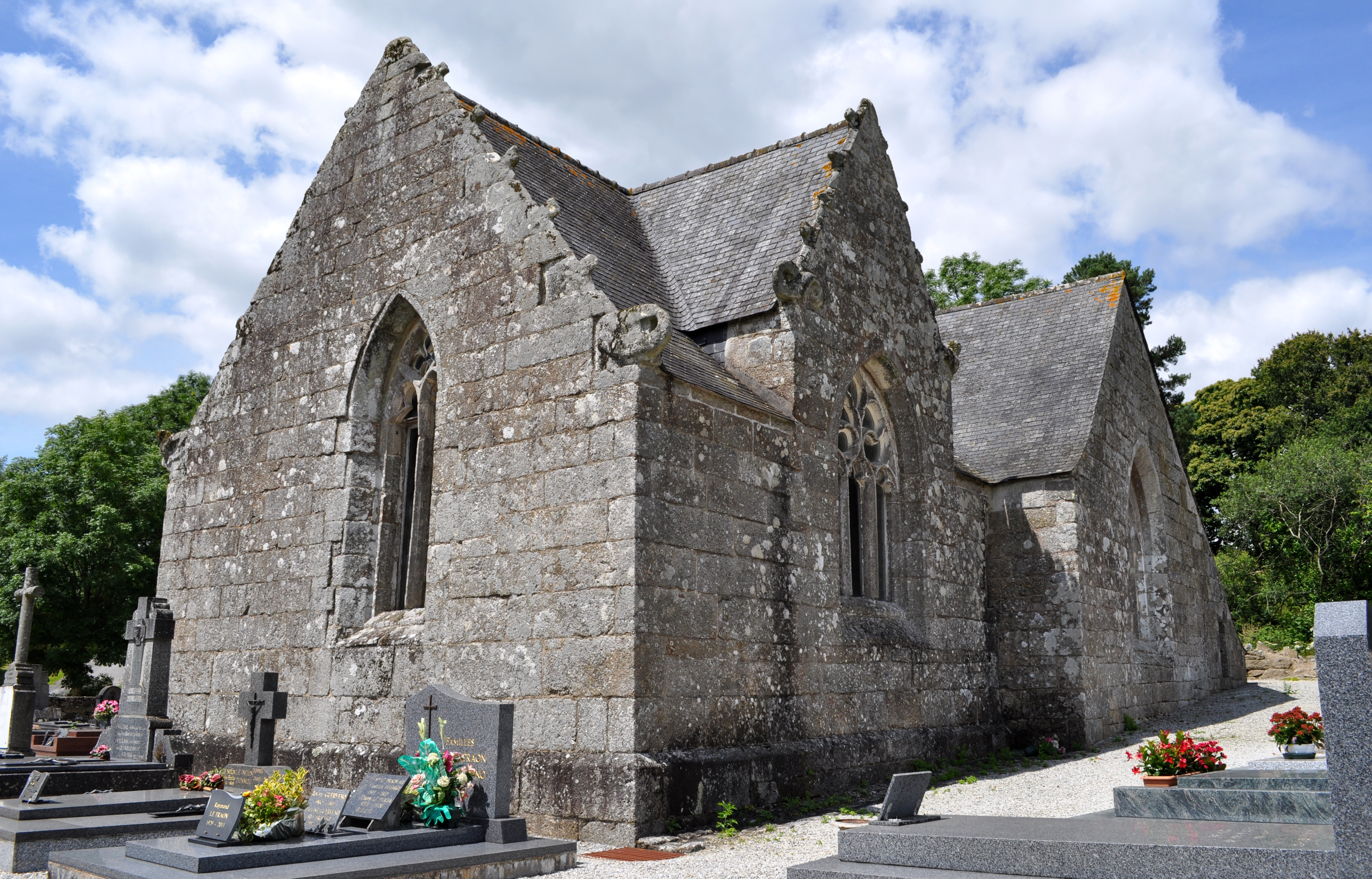
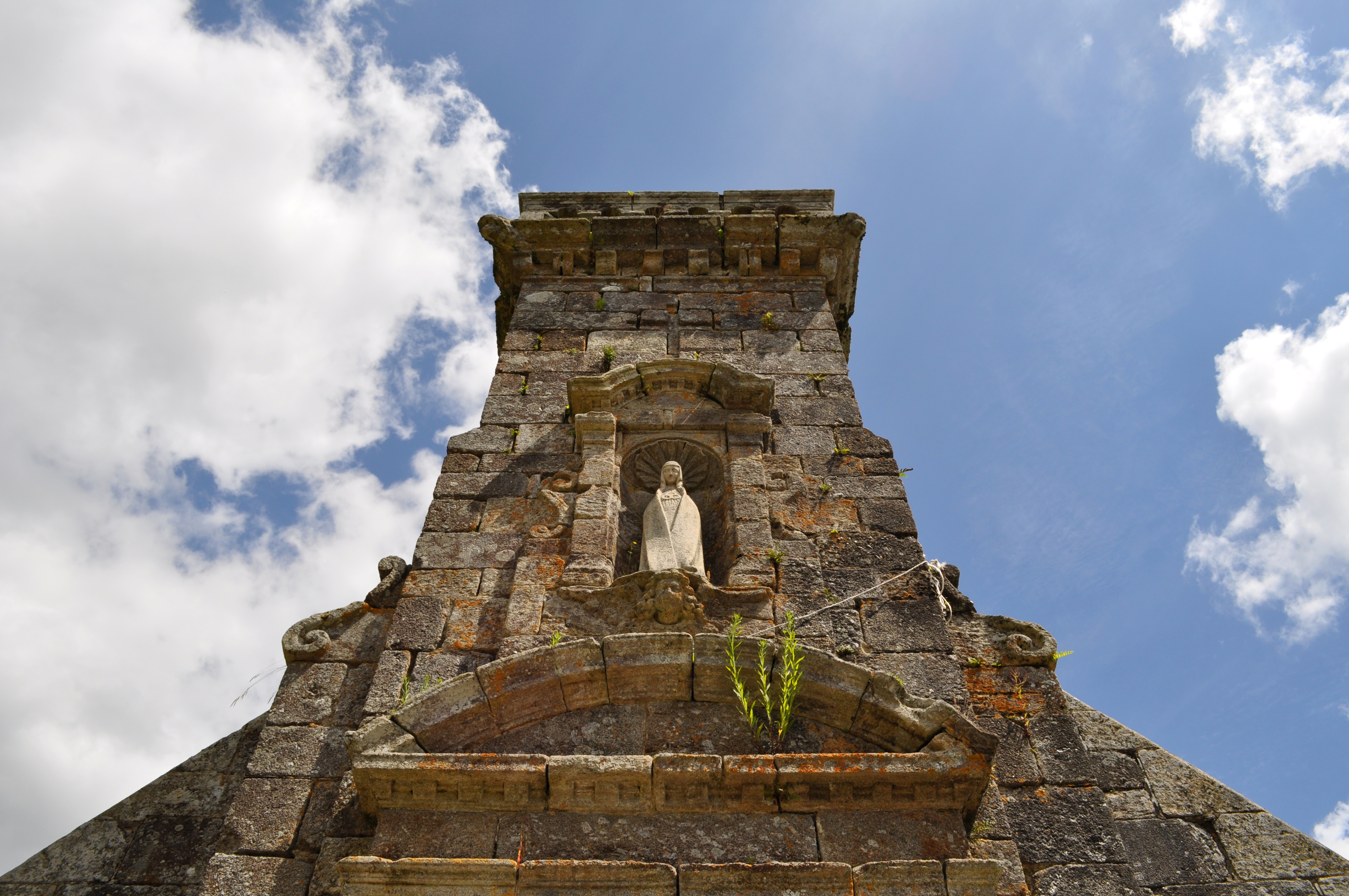
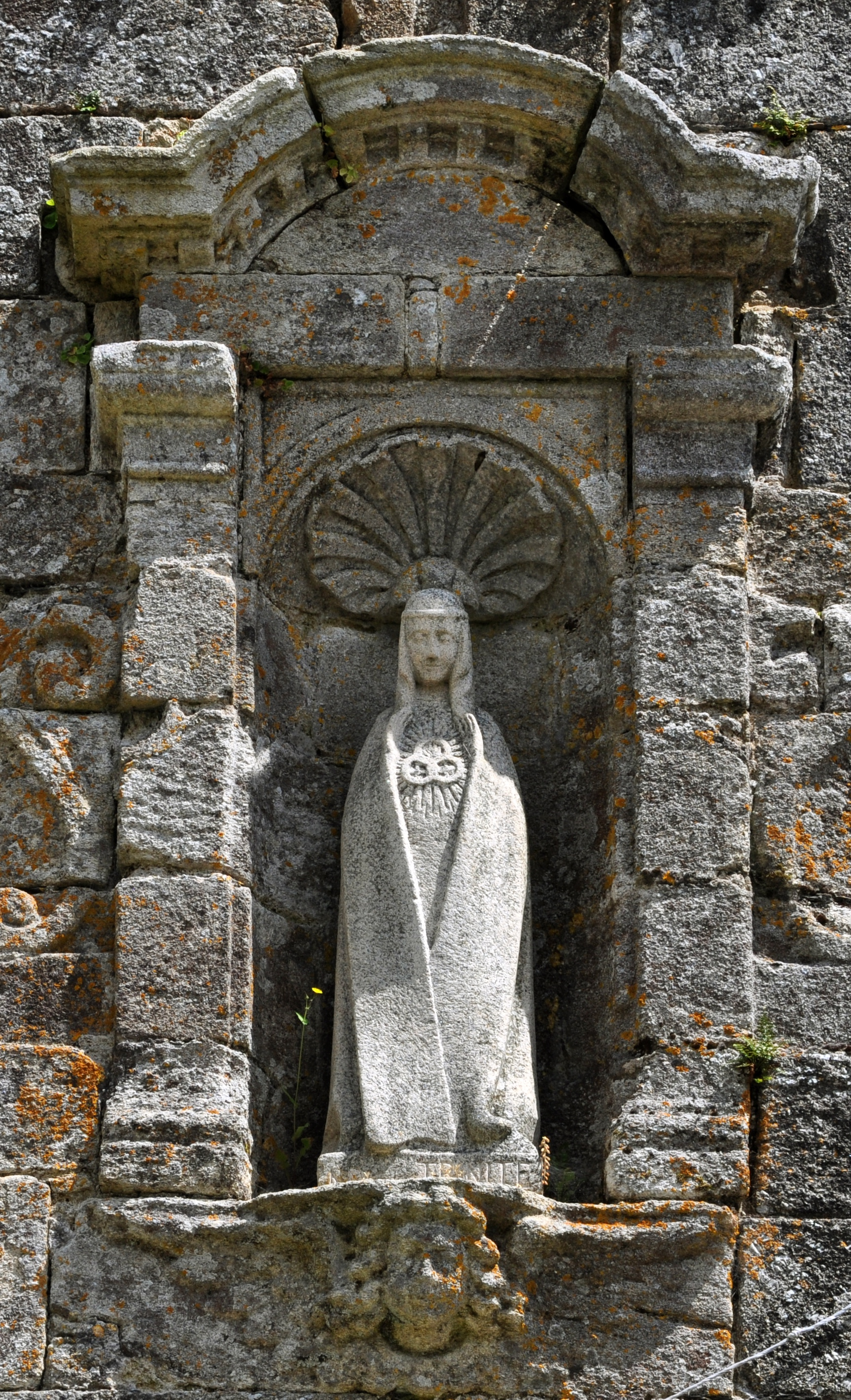
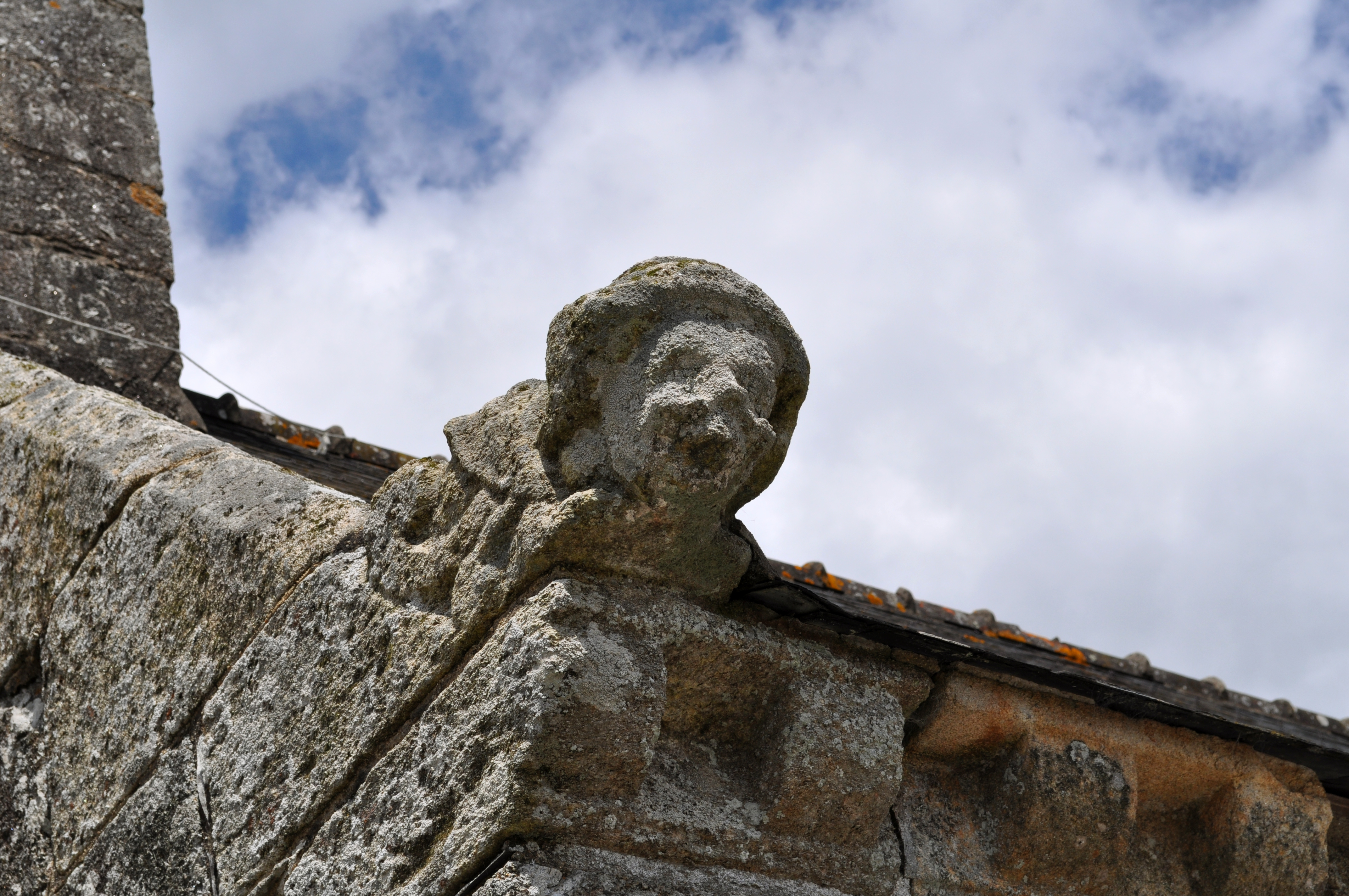